# Жалолиддинов, Жасурбек
Жасурбек Жалолиддинов (узб. Jasurbek Jaloliddinov; род. 15 мая 2002, Навои) — узбекистанский футболист, полузащитник клуба «Согдиана».

## Клубная карьера

### «Бунёдкор»
2 августа 2018 года дебютировал в основном составе «Бунёдкора» в матче Суперлиги Узбекистана против клуба «Коканд 1912», став самым молодым игроком в истории высшей лиги чемпионата Узбекистана (на момент дебюта ему было 16 лет и 80 дней). 6 апреля 2019 года забил свой первый гол за клуб в матче против «Навбахора».
В октябре 2019 года был включён в список «60 лучших молодых талантов мирового футбола» 2002 года рождения, составленный газетой «Гардиан».

### «Локомотив» (Москва)
29 июля 2020 года перешел в московский «Локомотив». Контракт с «железнодорожниками» рассчитан на пять лет. Проведя в клубе два месяца Жасур так и не вышел на поле, числившись только 2 игры в запасе. 26 января 2021 года было объявлено о расторжении контракта с ФК «Локомотив»..

### Аренда в «Тамбов»
13 октября 2020 года было объявлено об аренде Жасура в клуб «Тамбов». Но и за новый клуб Жасур тоже не сыграл в чемпионате, отсидев 5 матчей на скамейке. Сыграл один матч в Кубке России.

### «Андижан»
6 марта 2021 года подписал контракт до декабря 2022 года с узбекский клубом «Андижан». Вторую половину 2021 года провёл в ташкентском «Локомотиве».

### «Сумгаит»
25 октября 2024 года «Сумгаит» объявил о подписании контракта с Джалолиддиновым до конца сезона. Жалолиддинов дебютировал, выйдя на замену, в домашней победе со счетом 1:0 над «Сабахом» в матче Азербайджанской Премьер-лиги 3 ноября 2024 года.